# Codex Basilensis

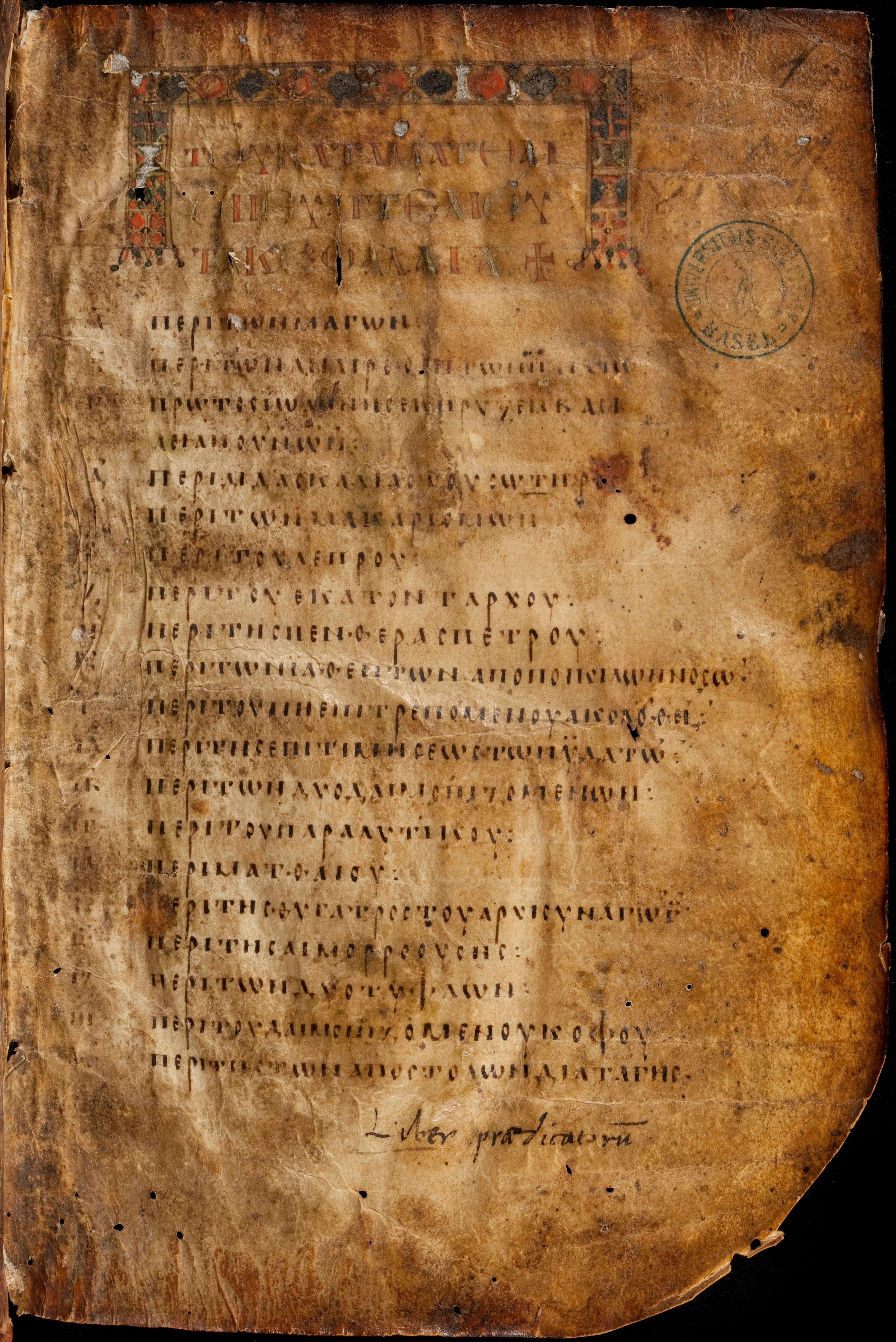
Codex Basilensis

Codex Basilensis (Gregory-Aland no. Ee sau 07) este un manuscris în limba greacă al Noului Testament datând de la începutul secolului al VIII-lea.
Manuscrisul cuprinde 318 foi cu dimensiunea 23×16,5 cm.
În prezent se găsește la biblioteca Universității din Basel (A. N. III. 12).